# Robert Huth
Robert Huth (18. kolovoza 1984.) je bivši njemački nogometaš i reprezentativac. Igrao je na poziciji stopera.

## Trofeji
Chelsea
- Premier liga (2): 2004./05., 2005./06.

Leicester City
- Premier liga (1): 2015./16.

## Vanjske poveznice
- Profil na Transfermarktu
- Profil na Soccerwayu